# Meandrinidae
Meandrinidae là một họ san hô cứng. Các hóa thạch san hô trong họ này được xác định có từ kỷ Creta.

## Chi
Họ này gồm các chi:
- Ctenella Matthai, 1928
- Dendrogyra
- Dichocoenia
- Eusmilia
- Goreaugyra
- Meandrina Lamarck, 1801
- Montigyra